# Heterodyn

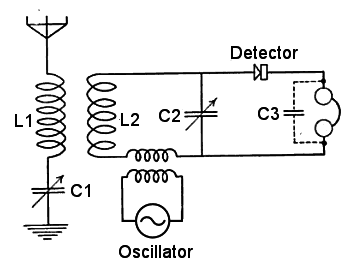
Lokální oscilátor z roku 1920

Heterodyn či lokální oscilátor je součást přijímačů rádiového signálu. Slouží k vytváření signálu o jiné frekvenci, než je přijímaný signál. Tato frekvence má však k frekvenci zpracovávaného signálu přesně definovaný vztah, aby s ní mohla být smísena. Signál, vytvořený pomocí heterodynu je využíván k heterodynní detekci, především (ale nejen) v superheterodynech.
Heterodyn může být samostatně fungující obvod. Často bývá laděn společně s anténním obvodem. U elektronkových přijímačů býval často řešen společně se směšovačem signálu jednou vícemřížkovou společnou elektronkou – pentagridem či oktodou.
Přijímače nemodulovaného radiotelegrafního signálu mohou obsahovat dva heterodyny – jeden pro detekci nosné vlny a druhý pro vytvoření nízkofrekvenčního zvukového signálu (obvykle 1 kHz).